# L'invasione degli ultracorpi (romanzo)
L'invasione degli ultracorpi (The Body Snatchers, pubblicato in Italia anche come Gli invasati) è un romanzo di fantascienza di Jack Finney pubblicato in tre puntate nel novembre e dicembre del 1954 sulla rivista Collier's e l'anno successivo in edizione paperback.
Il libro ha avuto numerose trasposizioni cinematografiche.

## Storia editoriale
Il romanzo è stato inizialmente pubblicato a puntate su tre numeri della rivista statunitense Collier's usciti in edicola il 26 novembre 1954 il 10 novembre 1954 e il 24 dicembre 1954. L'opera subì una prima revisione prima della pubblicazione in edizione paperback nel 1955 e un secondo rimaneggiamento in concomitanza con l'uscita del secondo adattamento cinematografico del 1978, Terrore dallo spazio profondo (Invasion of the Body Snatchers).
Il romanzo, pubblicato nella sua ultima revisione, ha un finale ottimistico: gli invasori, infatti, disturbati dalla combattività degli esseri umani, fuggono dal pianeta in cerca di altri mondi più facili da conquistare. Nella primissima versione del romanzo, pubblicata nel 1954, l'invasione veniva arrestata solo grazie all'intervento dell'FBI. Questa prima versione è stata probabilmente frutto dell'influenza degli eventi di cronaca immediatamente precedenti la prima stesura e in particolare il caso Rosenberg e le fobie legate a presunti casi di lavaggio del cervello a opera dei servizi segreti sovietici.
Il romanzo di fantascienza è molto vicino al genere dell'orrore e ricorda la precedente opera Terrore dalla sesta luna (The Puppet Masters) dello scrittore Robert A. Heinlein pubblicato nel 1951.

## Trama
(Jack Finney, Gli invasati)
Il romanzo descrive una subdola invasione aliena: dei semi di origine extraterrestre piovono sulla Terra e sono in grado di duplicare esattamente un essere umano. Quando il processo finisce l'originale umano muore dissolvendosi mentre la copia aliena lo sostituisce. Le copie sono caratterialmente ed empaticamente disumane, incapaci di provare emozioni.
La storia è ambientata nell'immaginaria cittadina californiana di Santa Mira, dove il giovane dottore Miles Bennell vive e lavora. Un pomeriggio di agosto del 1953 il medico riceve la visita di una sua ex fiamma, Becky Driscoll, che non vedeva da anni. La giovane donna è preoccupata per la cugina Wilma che è convinta che lo zio Ira, che vive con loro, non è altri che un impostore. Miles si reca a casa delle giovani e non trova nulla di anomalo nei comportamenti o nella fisionomia dello zio. I giorni successivi, però, altri pazienti del medico lamentano le stesse fissazioni nei confronti di parenti o amici; il dottore consiglia a tutti di rivolgersi al collega psichiatra, l'amico Manfred "Mannie" Kaufman.
Miles e Becky, entrambi divorziati, iniziano a frequentarsi, sentendosi subito attratti l'uno verso l'altra ma il clima idilliaco instauratosi viene bruscamente interrotto da un'inquietante vicenda: mentre i due giovani sono insieme al cinema, vengono raggiunti dallo scrittore Jack Belicec che li prega di seguirlo seminterrato della propria abitazione dove, su un tavolo da biliardo, giace un corpo apparentemente senza vita e dalle fattezze indefinite, quasi fosse un manichino appena abbozzato. Durante la notte il corpo continua a svilupparsi assumendo sempre più le fattezze di Jack che, sconvolto, fugge con la moglie Theodora  a casa di Miles. I due decidono di restare a casa dell'amico insieme a Becky che, anch'ella terrorizzata dagli eventi e convintasi a sua volta che lo zio Ira non sia che un impostore, si era già rifugiata dall'uomo. A conferma del terrore della donna Miles aveva trovato un baccello, contenente l'abbozzo di Becky, nascosto a casa di lei. Dei colloqui con l'amico psichiatra inizialmente convincono tutti di essere stati preda di un'allucinazione collettiva fino a quando la situazione precipita: la cittadina è in preda al degrado e gli abitanti sono sempre più distanti e abulici.
Miles tenta di avvisare l'esercito e l'FBI ma prima non viene creduto e poi alieni sostituitisi ai centralinisti di Santa Mira isolano le comunicazioni con il resto del paese. I cittadini mentre dormono vengono assorbiti dai baccelli nascosti da complici extraterrestri nelle loro case. I quattro amici riescono a fuggire dalla cittadina ma ben presto decidono di ritornare a Santa Mira per tentare di combattere gli alieni. Gli invasori catturano Jack e Theodora mentre Miles e Becky riescono, solo per poco, a far perdere le loro tracce. I due però vengono presto catturati e tra gli alieni sostituitosi agli abitanti, si scopre esserci anche lo psichiatra Mannie. L'uomo svela che gli alieni si sviluppano dai baccelli vaganti nello spazio e per caso atterrati a Santa Mira. Una volta a terra i primi baccelli si sono sviluppati in uomini assorbendo l'identità di alcuni abitanti. La seconda fase dell'invasione, invece, è stata pianificata dagli alieni già sviluppati che hanno provveduto a coltivare i baccelli in grande quantità, a diffonderli nelle città vicine che sono state man mano isolate; i baccelli nascosti in tutte le case avevano modo di assorbire gli abitanti sostituendosi a loro. Il tentativo di far addormentare i due prigionieri e di assorbirne le identità fallisce grazie a uno stratagemma escogitato da Miles. Il medico evade con Becky iniettando della morfina ai loro quattro carcerieri. I due, invece di fuggire lontano, appiccano il fuoco alle piantagioni non volendo arrendersi all'invasione. Il piano sembra un tentativo disperato, visto il gran numero dei baccelli coltivati e la gran folla di alieni già sviluppati, ma inspiegabilmente, dalle piantagioni, i vegetali alieni si staccano dalle piante e si involano nello spazio.
La combattività e la testardaggine dei terrestri, in particolare il coraggio e la determinazione di Miles, Becky, Jack e Theodora, hanno convinto la razza aliena a cercare nello spazio profondo mondi più facili da conquistare. Gli alieni trasformatisi sono impossibilitati a lasciare la Terra, ma avranno vita breve, a causa della loro peculiare fisiologia che non gli concede che cinque anni di sopravvivenza.

## Personaggi
Miles Boise BennellIl ventottenne, giovane medico di Santa Mira. Il dottore ha da poco divorziato e si trova subito attratto dall'amica e ex fidanzata Becky. Grazie alle sue competenze mediche, alle geniali intuizioni sulla fisiologia extraterrestre e a una notevole dose di coraggio, Miles riuscirà con l'aiuto di Becky a dissuadere gli invasori dal colonizzare la Terra.
Becky DriscollVenticinquenne divorziata, ex compagna di liceo di Miles con il quale ha avuto una storia sentimentale. Durante le drammatiche vicende i due si innamorano l'uno dell'altra, lottando insieme con coraggio e determinazione contro l'invasione aliena.
WilmaLa trentacinquenne cugina di Becky, convinta che lo zio di entrambe, Ira, sia in realtà un impostore.
Ira LentzLo zio di Wilma e Becky che si scopre essere un alieno sostituitosi all'uomo.
Manfred "Mannie" KaufmanPsichiatra amico di Miles; inizialmente dispensa  all'amico e ai suoi pazienti molti buoni consigli, salvo poi rivelarsi anch'egli un alieno sostituitosi al dottore.
Jack BelicecScrittore amico di Miles. Lui e la moglie Theodora scoprono un alieno in corso di metamorfosi nel seminterrato della propria abitazione e avvisano l'amico chiedendo il suo aiuto. Saranno tra i pochi abitanti di Santa Mira a sottrarsi all'invasione aliena.

## Filmografia

### Trasposizioni cinematografiche
- L'invasione degli Ultracorpi (Invasion of the Body Snatchers), regia di Don Siegel (1956)
- Terrore dallo spazio profondo (Invasion of the Body Snatchers), regia di Philip Kaufman (1978), remake del film del 1956
- Ultracorpi - L'invasione continua (Body Snatchers), regia di Abel Ferrara (1993), remake del film del 1956
- Invasion (The Invasion), regia di Oliver Hirschbiegel (2007), remake del film del 1956

### Mockbuster
- Invasion of the Pod People, regia di Justin Jones (2007)

### Parodie
- Totò nella Luna, regia di Steno (1958)
- Nella puntata dello show Hollywood Party (1995) dedicata alla fantascienza, i Broncoviz realizzano una parodia-omaggio crossover con Attack of the Killer Tomatoes

## Edizioni
- (EN) Jack Finney, The Body Snatchers, Dell, 1955.
- Jack Finney, Gli invasati, traduzione di Stanis La Bruna, Urania n° 118, Arnoldo Mondadori Editore, 1956.
- Jack Finney, Gli invasati, traduzione di Stanis La Bruna, Urania n° 398, Arnoldo Mondadori Editore, 1965.
- Jack Finney, L'invasione degli ultracorpi, traduzione di Gianni Rocco, collana Narrativa n° 2, Lanterna Magica, 1976.
- Jack Finney, Gli invasati, traduzione di Stanis La Bruna, Urania Classici n° 8, Arnoldo Mondadori Editore, 1977.
- Jack Finney, Gli invasati, pubblicato in  AA.VV., Millemondi Estate 1995: Invasioni dallo spazio, Urania Millemondi, Arnoldo Mondadori Editore, 1995.
- Jack Finney, L'invasione degli ultracorpi, traduzione di Stanis La Bruna, prefazione di Massimo Picozzi, collana Urania Collezione n° 4, Arnoldo Mondadori Editore, 2003, ISSN 1721-6427 (WC · ACNP).
- Jack Finney, L'invasione degli ultracorpi, traduzione di Stanis La Bruna e M. L. Cortaldo, Gli Alianti n° 124, Marcos y Marcos, 2005, ISBN 88-7168-407-9.